# Ptichopus angulatus
Ptichopus angulatus là một loài bọ cánh cứng trong họ Passalidae.

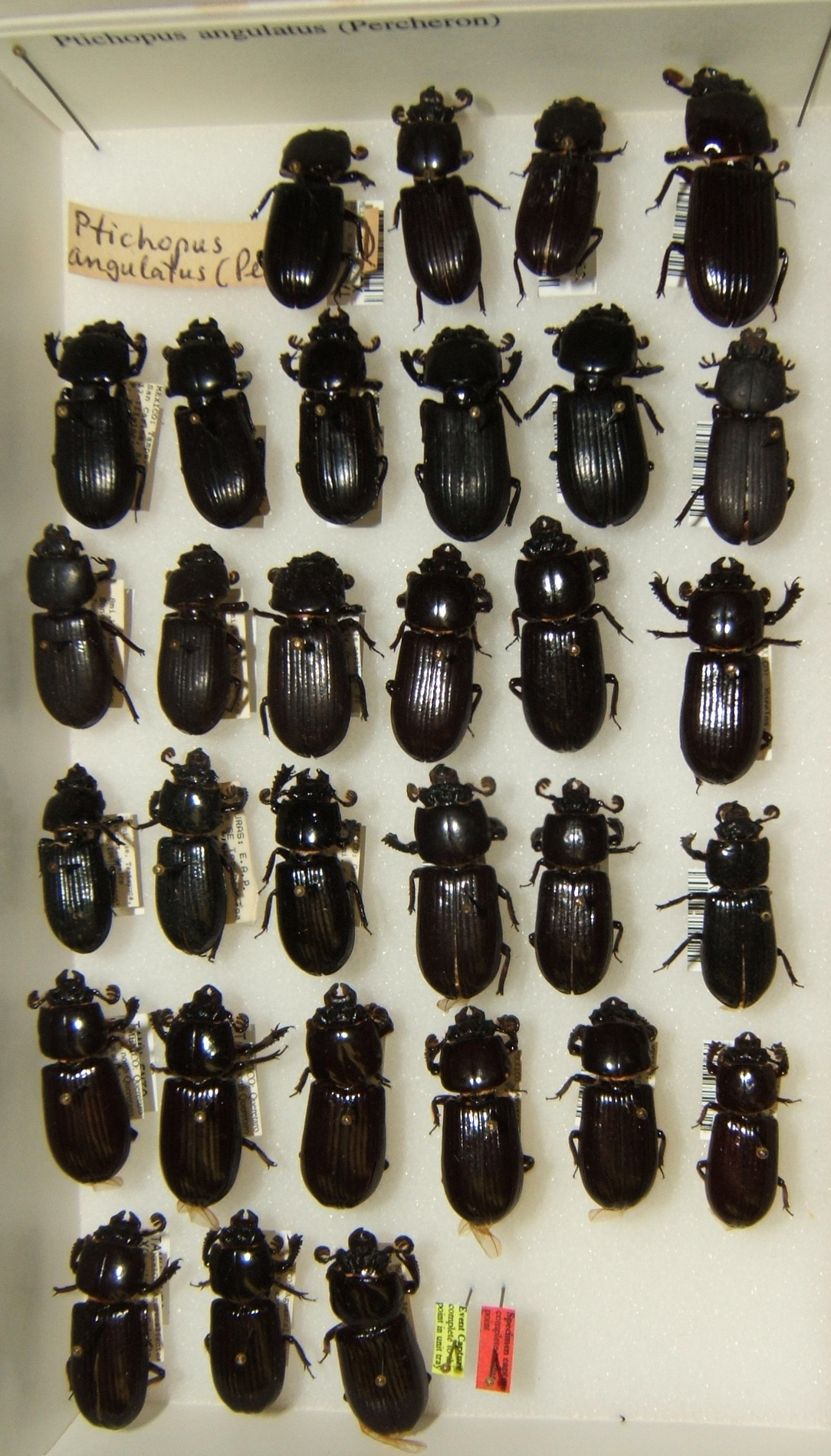
Specimen collection